# Liga dos Campeões da AFC de 2022
A Liga dos Campeões da AFC de 2022 foi a 41ª edição do principal torneio de futebol de clubes da Ásia, organizado pela Confederação Asiática de Futebol (AFC).
Esta edição da competição foi oficialmente a última realizada durante todo o ano (primavera ao outono), apesar de ser realizada de 2022 a 2023; a partir da temporada seguinte, as competições mudaram para um calendário outono-primavera.
O vencedor do torneio se classificou para o Copa do Mundo de Clubes da FIFA de 2023 e também automaticamente para a Liga dos Campeões da AFC de 2023–24, entrando nos play-offs de qualificação, caso não tenha se classificado por meio do seu campeonato local.

## Equipes classificadas

### Ásia Ocidental
| País                                             | Equipe                                           | Classificação                                                                            |                                                  |
| Equipes que entram diretamente na fase de grupos | Equipes que entram diretamente na fase de grupos | Equipes que entram diretamente na fase de grupos                                         | Equipes que entram diretamente na fase de grupos |
| ------------------------------------------------ | ------------------------------------------------ | ---------------------------------------------------------------------------------------- | ------------------------------------------------ |
| Catar                                            | Al-Sadd                                          | Campeão – Qatar Stars League de 2020–21 Campeão – Copa do Catar de 2021                  |                                                  |
| Catar                                            | Al-Duhail                                        | Vice-campeão – Qatar Stars League de 2020–21                                             |                                                  |
| Catar                                            | Al-Rayyan                                        | Terceiro lugar – Qatar Stars League de 2019–20                                           |                                                  |
| Arábia Saudita                                   | Al-Hilal                                         | Campeão – Campeonato Saudita de 2020–21                                                  |                                                  |
| Arábia Saudita                                   | Al-Faisaly                                       | Campeão – Copa do Rei de 2020–21                                                         |                                                  |
| Arábia Saudita                                   | Al Shabab                                        | Vice-campeão – Campeonato Saudita de 2020–21                                             |                                                  |
| Irão                                             | Foolad                                           | Campeão – Copa Hazfi de 2020–21                                                          |                                                  |
| Irão                                             | Sepahan                                          | Vice-campeão – Iran Pro League de 2020–21                                                |                                                  |
| Emirados Árabes Unidos                           | Al-Jazira                                        | Campeão – Campeonato Emiradense de 2020–21                                               |                                                  |
| Emirados Árabes Unidos                           | Shabab Al-Ahli                                   | Campeão – UAE President Cup de 2020–21 Terceiro lugar – Campeonato Emiradense de 2020–21 |                                                  |
| Iraque                                           | Al-Quwa Al-Jawiya                                | Campeão – Campeonato Iraquiano de 2020–21 Campeão – Copa do Iraque de 2020–21            |                                                  |
| Uzbequistão                                      | Pakhtakor                                        | Campeão – Campeonato Uzbeque de 2021                                                     |                                                  |
| Jordânia                                         | Al-Wehdat                                        | Vice-campeão – Campeonato Jordano de 2021                                                |                                                  |
| Índia                                            | Mumbai City                                      | Campeão – temporada regular Superliga Indiana de 2020–21                                 |                                                  |
| Tajiquistão                                      | Istiklol                                         | Campeão – Campeonato Tajique de 2021                                                     |                                                  |
| Turquemenistão                                   | Ahal                                             | Vice-campeão – Campeonato Turcomeno de 2021                                              |                                                  |
| Equipes que entram na fase de play-off           |                                                  |                                                                                          |                                                  |
| Arábia Saudita                                   | Al-Taawoun                                       | Quarto lugar – Campeonato Saudita de 2020–21                                             |                                                  |
| Emirados Árabes Unidos                           | Baniyas                                          | Vice-campeão – Campeonato Emiradense de 2020–21                                          |                                                  |
| Emirados Árabes Unidos                           | Sharjah                                          | Quarto lugar – Campeonato Emiradense de 2019–20                                          |                                                  |
| Iraque                                           | Al-Zawraa                                        | Vice-campeão – Campeonato Iraquiano de 2020–21                                           |                                                  |
| Uzbequistão                                      | Nasaf Qarshi                                     | Campeão – Copa do Uzbequistão de 2021                                                    |                                                  |
| Síria                                            | Al-Jaish                                         | Vice-campeão – Campeonato Sírio de 2020–21                                               |                                                  |

### Ásia Oriental
| País                                             | Equipe                                           | Classificação                                                                             |                                                  |
| Equipes que entram diretamente na fase de grupos | Equipes que entram diretamente na fase de grupos | Equipes que entram diretamente na fase de grupos                                          | Equipes que entram diretamente na fase de grupos |
| ------------------------------------------------ | ------------------------------------------------ | ----------------------------------------------------------------------------------------- | ------------------------------------------------ |
| China                                            | Shandong Taishan                                 | Campeão – Superliga Chinesa de 2021 Campeão – Copa da China de 2021                       |                                                  |
| China                                            | Guangzhou                                        | Terceiro lugar – Superliga Chinesa de 2021                                                |                                                  |
| Japão                                            | Kawasaki Frontale                                | Campeão – J-League de 2021                                                                |                                                  |
| Japão                                            | Urawa Red Diamonds                               | Campeão – Copa do Imperador de 2021                                                       |                                                  |
| Japão                                            | Yokohama F. Marinos                              | Vice-campeão – J-League de 2021                                                           |                                                  |
| Coreia do Sul                                    | Jeonbuk Hyundai Motors                           | Campeão – K League 1 de 2021                                                              |                                                  |
| Coreia do Sul                                    | Jeonnam Dragons                                  | Campeão – Copa da Coreia do Sul de 2021                                                   |                                                  |
| Tailândia                                        | BG Pathum United                                 | Campeão – Campeonato Tailandês de 2020–21                                                 |                                                  |
| Tailândia                                        | Chiang Rai United                                | Campeão – Copa da Tailândia de 2020–21                                                    |                                                  |
| Austrália                                        | Melbourne City                                   | Campeão – Temporada regular da A-League de 2020–21 Campeão – A-League Grand Final de 2021 |                                                  |
| Filipinas                                        | United City                                      | Campeão – Campeonato Filipino de 2020                                                     |                                                  |
| Vietname                                         | Hoàng Anh Gia Lai                                | Primeiro lugar – Campeonato Vietnamita de 2021                                            |                                                  |
| Malásia                                          | Johor Darul Ta'zim                               | Campeão – Campeonato Malaio de 2021                                                       |                                                  |
| Singapura                                        | Lion City Sailors                                | Campeão – S-League de 2021                                                                |                                                  |
| Hong Kong                                        | Kitchee                                          | Campeão – Premier League Hong-konguesa de 2020–21                                         |                                                  |
| Equipes que entram na fase de play-off           |                                                  |                                                                                           |                                                  |
| Japão                                            | Vissel Kobe                                      | Terceiro lugar – J-League de 2021                                                         |                                                  |
| Coreia do Sul                                    | Ulsan                                            | Vice-campeão – K League 1 de 2021                                                         |                                                  |
| Coreia do Sul                                    | Daegu                                            | Terceiro lugar – K League 1 de 2021                                                       |                                                  |
| Tailândia                                        | Buriram United                                   | Vice-campeão – Campeonato Tailandês de 2020–21                                            |                                                  |
| Tailândia                                        | Port                                             | Terceiro lugar – Campeonato Tailandês de 2020–21                                          |                                                  |
| Austrália                                        | Melbourne Victory                                | Campeão – Copa da Austrália de 2021                                                       |                                                  |
| Austrália                                        | Sydney FC                                        | Vice-campeão – Temporada regular da A-League de 2020–21                                   |                                                  |
| Filipinas                                        | Kaya–Iloilo                                      | Campeão – Copa Paulino Alcántara de 2021                                                  |                                                  |

- Changchun Yatai, Shanghai Port da China e Shan United de Myanmar desistiram da competição.

## Calendário
O calendário para a competição é o seguinte.
| Fase            | Rodada                    | Data do sorteio                                        | Ásia Ocidental                  | Ásia Oriental                   |
| --------------- | ------------------------- | ------------------------------------------------------ | ------------------------------- | ------------------------------- |
| Fase preliminar | Primeira pré-eliminatória | Sem sorteio                                            | —                               | 8 de março de 2022              |
| Play-off        | Play-off                  | Sem sorteio                                            | 15 de março de 2022             | 15 de março de 2022             |
| Fase de grupos  | Primeira rodada           | 17 de janeiro de 2022                                  | 7–8 de abril de 2022            | 15–16 de abril de 2022          |
| Fase de grupos  | Segunda rodada            | 17 de janeiro de 2022                                  | 10–11 de abril de 2022          | 18–19 de abril de 2022          |
| Fase de grupos  | Terceira rodada           | 17 de janeiro de 2022                                  | 14–15 de abril de 2022          | 21–22 de abril de 2022          |
| Fase de grupos  | Quarta rodada             | 17 de janeiro de 2022                                  | 18–19 de abril de 2022          | 24–25 de abril de 2022          |
| Fase de grupos  | Quinta rodada             | 17 de janeiro de 2022                                  | 22–23 de abril de 2022          | 27–28 de abril de 2022          |
| Fase de grupos  | Sexta rodada              | 17 de janeiro de 2022                                  | 26–27 de abril de 2022          | 30 de abril – 1 de maio de 2022 |
| Fase final      | Oitavas de final          | 17 de janeiro de 2022                                  | 19–20 de fevereiro de 2023      | 18–19 de agosto de 2022         |
| Fase final      | Quartas de final          | AOR: 20 de agosto de 2022 AOC: 21 de fevereiro de 2023 | 23 de fevereiro de 2023         | 22 de agosto de 2022            |
| Fase final      | Semifinais                | AOR: 20 de agosto de 2022 AOC: 21 de fevereiro de 2023 | 26 de fevereiro de 2023         | 25 de agosto de 2022            |
| Fase final      | Final                     | AOR: 20 de agosto de 2022 AOC: 21 de fevereiro de 2023 | 29 de abril e 6 de maio de 2023 | 29 de abril e 6 de maio de 2023 |

## Rodadas de qualificação
Nas rodadas de qualificação cada vaga é definida em uma única partida. O chaveamento para esta fase foi definido seguindo o ranking de cada associação. Os oito vencedores avançam a fase de grupos.

### Primeira pré-eliminatória
| Equipe 1       | Resultado | Equipe 2    |
| -------------- | --------- | ----------- |
| Sydney FC      | 5–0       | Kaya–Iloilo |
| Melbourne City | Cancelado | Shan United |

### Play-off
| Equipe 1        | Resultado         | Equipe 2       |
| Ásia Ocidental  | Ásia Ocidental    | Ásia Ocidental |
| --------------- | ----------------- | -------------- |
| Al-Taawoun      | 1–1 (pro) (5–4 p) | Al-Jaish       |
| Baniyas         | 0–2               | Nasaf Qarshi   |
| Sharjah         | 1–1 (pro) (6–5 p) | Al-Zawraa      |
| Ásia Oriental   |                   |                |
| Changchun Yatai | Cancelado         | Sydney FC      |
| Vissel Kobe     | 4–3 (pro)         | Melbourne City |
| Ulsan           | 3–0               | Port           |
| Daegu FC        | 1–1 (pro) (3–2 p) | Buriram United |

## Fase de grupos
O sorteio para a fase de grupos foi realizado em 17 de janeiro de 2022 na sede da AFC em Kuala Lumpur na Malásia. As 40 equipes foram distribuídas em dez grupos com quatro equipes cada. Equipes da mesma associação não puderam ser sorteadas no mesmo grupo. Os vencedores de cada grupo e os três melhores segundos colocados de cada região avançam para as oitavas de final.
Na fase de grupos cada grupo é disputado em uma única sede.

### Grupo A
| Pos | Equipe    | Pts | J | V | E | D | GP | GC | SG | Classificado              |  | HIL | RYN | SHJ | IST |
| --- | --------- | --- | - | - | - | - | -- | -- | -- | ------------------------- |  | --- | --- | --- | --- |
| 1   | Al-Hilal  | 13  | 6 | 4 | 1 | 1 | 11 | 5  | +6 | Classificado à fase final |  | —   | 0–2 | 2–1 | 1–0 |
| 2   | Al-Rayyan | 13  | 6 | 4 | 1 | 1 | 10 | 7  | +3 | Classificado à fase final |  | 0–3 | —   | 3–1 | 1–0 |
| 3   | Sharjah   | 5   | 6 | 1 | 2 | 3 | 7  | 11 | −4 | Eliminados                |  | 2–2 | 1–1 | —   | 2–1 |
| 4   | Istiklol  | 3   | 6 | 1 | 0 | 5 | 5  | 10 | −5 | Eliminados                |  | 0–3 | 2–3 | 2–0 | —   |

### Grupo B
| Pos | Equipe            | Pts | J | V | E | D | GP | GC | SG  | Classificado              |  | SHB | MUM | AQW | AJZ |
| --- | ----------------- | --- | - | - | - | - | -- | -- | --- | ------------------------- |  | --- | --- | --- | --- |
| 1   | Al-Shabab         | 16  | 6 | 5 | 1 | 0 | 18 | 1  | +17 | Classificado à fase final |  | —   | 6–0 | 3–0 | 3–0 |
| 2   | Mumbai City       | 7   | 6 | 2 | 1 | 3 | 3  | 11 | −8  | Eliminados                |  | 0–3 | —   | 1–0 | 0–0 |
| 3   | Al-Quwa Al-Jawiya | 7   | 6 | 2 | 1 | 3 | 7  | 10 | −3  | Eliminados                |  | 1–1 | 1–2 | —   | 3–2 |
| 4   | Al-Jazira         | 4   | 6 | 1 | 1 | 4 | 4  | 10 | −6  | Eliminados                |  | 0–2 | 1–0 | 1–2 | —   |

### Grupo C
| Pos | Equipe         | Pts | J | V | E | D | GP | GC | SG | Classificado              |  | FOO | SAH | GHA | AHA |
| --- | -------------- | --- | - | - | - | - | -- | -- | -- | ------------------------- |  | --- | --- | --- | --- |
| 1   | Foolad         | 12  | 6 | 3 | 3 | 0 | 5  | 2  | +3 | Classificado à fase final |  | —   | 1–1 | 0–0 | 1–0 |
| 2   | Shabab Al-Ahli | 10  | 6 | 2 | 4 | 0 | 14 | 7  | +7 | Classificado à fase final |  | 1–1 | —   | 8–2 | 2–1 |
| 3   | Al-Gharafa     | 5   | 6 | 1 | 2 | 3 | 7  | 14 | −7 | Eliminados                |  | 0–1 | 1–1 | —   | 2–0 |
| 4   | Ahal           | 4   | 6 | 1 | 1 | 4 | 6  | 9  | −3 | Eliminados                |  | 0–1 | 1–1 | 4–2 | —   |

### Grupo D
| Pos | Equipe     | Pts | J | V | E | D | GP | GC | SG | Classificado              |  | DUH | TWN | SEP | PAK |
| --- | ---------- | --- | - | - | - | - | -- | -- | -- | ------------------------- |  | --- | --- | --- | --- |
| 1   | Al-Duhail  | 15  | 6 | 5 | 0 | 1 | 17 | 9  | +8 | Classificado à fase final |  | —   | 1–2 | 5–2 | 3–2 |
| 2   | Al-Taawoun | 7   | 6 | 2 | 1 | 3 | 13 | 12 | +1 | Eliminados                |  | 3–4 | —   | 3–0 | 0–1 |
| 3   | Sepahan    | 7   | 6 | 2 | 1 | 3 | 8  | 12 | −4 | Eliminados                |  | 0–1 | 1–1 | —   | 2–1 |
| 4   | Pakhtakor  | 6   | 6 | 2 | 0 | 4 | 10 | 15 | −5 | Eliminados                |  | 0–3 | 5–4 | 1–3 | —   |

### Grupo E
| Pos | Equipe       | Pts | J | V | E | D | GP | GC | SG | Classificado              |  | FAI | NAS | SAD | WEH |
| --- | ------------ | --- | - | - | - | - | -- | -- | -- | ------------------------- |  | --- | --- | --- | --- |
| 1   | Al-Faisaly   | 9   | 6 | 2 | 3 | 1 | 5  | 4  | +1 | Classificado à fase final |  | —   | 0–0 | 2–1 | 1–1 |
| 2   | Nasaf Qarshi | 9   | 6 | 2 | 3 | 1 | 8  | 5  | +3 | Classificado à fase final |  | 0–1 | —   | 3–1 | 2–0 |
| 3   | Al-Sadd      | 7   | 6 | 2 | 1 | 3 | 10 | 11 | −1 | Eliminados                |  | 1–0 | 1–1 | —   | 5–2 |
| 4   | Al-Wehdat    | 6   | 6 | 1 | 3 | 2 | 9  | 12 | −3 | Eliminados                |  | 1–1 | 2–2 | 3–1 | —   |

### Grupo F
| Pos | Equipe             | Pts | J | V | E | D | GP | GC | SG  | Classificado              |  | DAE | URA | LCS | SDT |
| --- | ------------------ | --- | - | - | - | - | -- | -- | --- | ------------------------- |  | --- | --- | --- | --- |
| 1   | Daegu FC           | 13  | 6 | 4 | 1 | 1 | 14 | 4  | +10 | Classificado à fase final |  | —   | 1–0 | 0–3 | 4–0 |
| 2   | Urawa Red Diamonds | 13  | 6 | 4 | 1 | 1 | 20 | 2  | +18 | Classificado à fase final |  | 0–0 | —   | 6–0 | 5–0 |
| 3   | Lion City Sailors  | 7   | 6 | 2 | 1 | 3 | 8  | 14 | −6  | Eliminados                |  | 1–2 | 1–4 | —   | 3–2 |
| 4   | Shandong Taishan   | 1   | 6 | 0 | 1 | 5 | 2  | 24 | −22 | Eliminados                |  | 0–7 | 0–5 | 0–0 | —   |

### Grupo G
| Pos | Equipe           | Pts | J | V | E | D | GP | GC | SG  | Classificado              |  | BGP | MCY | JND | UCT |
| --- | ---------------- | --- | - | - | - | - | -- | -- | --- | ------------------------- |  | --- | --- | --- | --- |
| 1   | BG Pathum United | 12  | 6 | 3 | 3 | 0 | 11 | 2  | +9  | Classificado à fase final |  | —   | 1–1 | 0–0 | 5–0 |
| 2   | Melbourne City   | 12  | 6 | 3 | 3 | 0 | 10 | 3  | +7  | Eliminados                |  | 0–0 | —   | 2–1 | 3–0 |
| 3   | Jeonnam Dragons  | 8   | 6 | 2 | 2 | 2 | 5  | 5  | 0   | Eliminados                |  | 0–2 | 1–1 | —   | 2–0 |
| 4   | United City      | 0   | 6 | 0 | 0 | 6 | 1  | 17 | −16 | Eliminados                |  | 1–3 | 0–3 | 0–1 | —   |

### Grupo H
| Pos | Equipe                 | Pts | J | V | E | D | GP | GC | SG | Classificado              |  | YFM | JBH | HOA | SYD |
| --- | ---------------------- | --- | - | - | - | - | -- | -- | -- | ------------------------- |  | --- | --- | --- | --- |
| 1   | Yokohama F. Marinos    | 13  | 6 | 4 | 1 | 1 | 9  | 3  | +6 | Classificado à fase final |  | —   | 0–1 | 2–0 | 3–0 |
| 2   | Jeonbuk Hyundai Motors | 12  | 6 | 3 | 3 | 0 | 7  | 4  | +3 | Classificado à fase final |  | 1–1 | —   | 1–0 | 0–0 |
| 3   | Hoàng Anh Gia Lai      | 5   | 6 | 1 | 2 | 3 | 4  | 7  | −3 | Eliminados                |  | 1–2 | 1–1 | —   | 1–0 |
| 4   | Sydney FC              | 2   | 6 | 0 | 2 | 4 | 3  | 9  | −6 | Eliminados                |  | 0–1 | 2–3 | 1–1 | —   |

### Grupo I
| Pos | Equipe             | Pts | J | V | E | D | GP | GC | SG  | Classificado              |  | JDT | KSF | ULS | GHZ |
| --- | ------------------ | --- | - | - | - | - | -- | -- | --- | ------------------------- |  | --- | --- | --- | --- |
| 1   | Johor Darul Ta'zim | 13  | 6 | 4 | 1 | 1 | 11 | 7  | +4  | Classificado à fase final |  | —   | 0–5 | 2–1 | 5–0 |
| 2   | Kawasaki Frontale  | 11  | 6 | 3 | 2 | 1 | 17 | 4  | +13 | Eliminados                |  | 0–0 | —   | 1–1 | 1–0 |
| 3   | Ulsan              | 10  | 6 | 3 | 1 | 2 | 14 | 7  | +7  | Eliminados                |  | 1–2 | 3–2 | —   | 3–0 |
| 4   | Guangzhou          | 0   | 6 | 0 | 0 | 6 | 0  | 24 | −24 | Eliminados                |  | 0–2 | 0–8 | 0–5 | —   |

### Grupo J
| Pos | Equipe           | Pts | J | V | E | D | GP | GC | SG | Classificado              |  | VKO | KIT | CRU |
| --- | ---------------- | --- | - | - | - | - | -- | -- | -- | ------------------------- |  | --- | --- | --- |
| 1   | Vissel Kobe      | 8   | 4 | 2 | 2 | 0 | 10 | 3  | +7 | Classificado à fase final |  | —   | 2–1 | 6–0 |
| 2   | Kitchee          | 7   | 4 | 2 | 1 | 1 | 7  | 6  | +1 | Classificado à fase final |  | 2–2 | —   | 1–0 |
| 3   | Chiangrai United | 1   | 4 | 0 | 1 | 3 | 2  | 10 | −8 | Eliminado                 |  | 0–0 | 2–3 | —   |

### Melhores segundos colocados

#### Ásia Ocidental
| Pos | Grp | Equipe         | Pts | J | V | E | D | GP | GC | SG | Classificado              |
| --- | --- | -------------- | --- | - | - | - | - | -- | -- | -- | ------------------------- |
| 1   | A   | Al-Rayyan      | 13  | 6 | 4 | 1 | 1 | 10 | 7  | +3 | Classificado à fase final |
| 2   | C   | Shabab Al-Ahli | 10  | 6 | 2 | 4 | 0 | 14 | 7  | +7 | Classificado à fase final |
| 3   | E   | Nasaf Qarshi   | 9   | 6 | 2 | 3 | 1 | 8  | 5  | +3 | Classificado à fase final |
| 4   | D   | Al-Taawoun     | 7   | 6 | 2 | 1 | 3 | 13 | 12 | +1 |                           |
| 5   | B   | Mumbai City    | 7   | 6 | 2 | 1 | 3 | 3  | 11 | −8 |                           |

#### Ásia Oriental
Como o Grupo J tem apenas três equipes restantes, os resultados contra as equipes quartas colocadas nos Grupos F–I serão omitidos neste ranking.
| Pos | Grp | Equipe                 | Pts | J | V | E | D | GP | GC | SG | Classificado              |
| --- | --- | ---------------------- | --- | - | - | - | - | -- | -- | -- | ------------------------- |
| 1   | H   | Jeonbuk Hyundai Motors | 8   | 4 | 2 | 2 | 0 | 3  | 1  | +2 | Classificado à fase final |
| 2   | F   | Urawa Red Diamonds     | 7   | 4 | 2 | 1 | 1 | 10 | 2  | +8 | Classificado à fase final |
| 3   | J   | Kitchee                | 7   | 4 | 2 | 1 | 1 | 7  | 6  | +1 | Classificado à fase final |
| 4   | G   | Melbourne City         | 6   | 4 | 1 | 3 | 0 | 4  | 3  | +1 |                           |
| 5   | I   | Kawasaki Frontale      | 5   | 4 | 1 | 2 | 1 | 8  | 4  | +4 |                           |

## Fase final
Na fase de final, as 16 equipes disputam um torneio eliminatório simples, com as equipes divididas nas duas regiões até a final. Todas as fases (exceto a final) serão disputadas somente em partida única.

### Oitavas de final
As partidas das oitavas de final foram definidas da seguinte forma:
| Equipe 1           | Resultado         | Equipe 2               |                |                |
| Ásia Ocidental     | Ásia Ocidental    | Ásia Ocidental         | Ásia Ocidental | Ásia Ocidental |
| ------------------ | ----------------- | ---------------------- | -------------- | -------------- |
| Al-Hilal           | 3–1               | Shabab Al-Ahli         |                |                |
| Al-Shabab          | 2–0               | Nasaf Qarshi           |                |                |
| Al-Duhail          | 1–1 (pro) (7–6 p) | Al-Rayyan              |                |                |
| Al-Faisaly         | 0–1               | Foolad                 |                |                |
| Ásia Oriental      |                   |                        |                |                |
| Daegu FC           | 1–2 (pro)         | Jeonbuk Hyundai Motors |                |                |
| BG Pathum United   | 4–0               | Kitchee                |                |                |
| Johor Darul Ta'zim | 0–5               | Urawa Red Diamonds     |                |                |
| Vissel Kobe        | 3–2               | Yokohama F. Marinos    |                |                |

### Quartas de final
O sorteio para as partidas da Ásia Oriental foi realizado em 19 de agosto de 2022. O sorteio para as partidas da Ásia Ocidental foi realizado em 21 de fevereiro de 2023.
| Equipe 1           | Resultado      | Equipe 2               |                |                |
| Ásia Ocidental     | Ásia Ocidental | Ásia Ocidental         | Ásia Ocidental | Ásia Ocidental |
| ------------------ | -------------- | ---------------------- | -------------- | -------------- |
| Al-Duhail          | 2–1            | Al-Shabab              |                |                |
| Foolad             | 0–1            | Al-Hilal               |                |                |
| Ásia Oriental      |                |                        |                |                |
| Vissel Kobe        | 1–3 (pro)      | Jeonbuk Hyundai Motors |                |                |
| Urawa Red Diamonds | 4–0            | BG Pathum United       |                |                |

### Semifinais
| Equipe 1               | Resultado         | Equipe 2           |                |                |
| Ásia Ocidental         | Ásia Ocidental    | Ásia Ocidental     | Ásia Ocidental | Ásia Ocidental |
| ---------------------- | ----------------- | ------------------ | -------------- | -------------- |
| Al-Duhail              | 0–7               | Al-Hilal           |                |                |
| Ásia Oriental          |                   |                    |                |                |
| Jeonbuk Hyundai Motors | 2–2 (pro) (1–3 p) | Urawa Red Diamonds |                |                |

### Final
A final foi disputada em partidas de ida e volta.

### Partida de ida
| 29 de abril de 2023 | Al-Hilal       | 1 – 1     | Urawa Red Diamonds | Estádio Internacional Rei Fahd, Riade     |
| 20:30 (UTC+3)       | Al-Dawsari 13' | Relatório | Koroki 53'         | Público: 50 881 Árbitro: OMA Ahmed Al-Kaf |

### Partida de volta
| 6 de maio de 2023 | Urawa Red Diamonds  | 1 – 0     | Al-Hilal | Estádio Saitama 2002, Saitama        |
| 18:00 (UTC+9)     | Carrillo 48' (g.c.) | Relatório |          | Público: 53 374 Árbitro: CHN Ma Ning |

Urawa Red Diamonds venceu por 2–1 no placar agregado.

## Premiação
| Liga dos Campeões da AFC de 2022        |
| Japão                                   |
| --------------------------------------- |
| URAWA RED DIAMONDS Campeão (3.º título) |